# Hampsonodes grandimacula
Hampsonodes grandimacula är en fjärilsart som beskrevs av Achille Guenée 1852. Hampsonodes grandimacula ingår i släktet Hampsonodes och familjen nattflyn. Inga underarter finns listade i Catalogue of Life.